# Chrysopa emiliae
Chrysopa emiliae is een insect uit de familie van de gaasvliegen (Chrysopidae), die tot de orde netvleugeligen (Neuroptera) behoort. 
Chrysopa emiliae is voor het eerst wetenschappelijk beschreven door Lacroix in 1919.